# Spilosoma barbarensis
Spilosoma barbarensis är en fjärilsart som beskrevs av Matsumura. Spilosoma barbarensis ingår i släktet Spilosoma och familjen björnspinnare. Inga underarter finns listade i Catalogue of Life.